# FN MAG
A FN MAG (Mitrailleuse d'Appui Général), é uma metralhadora de origem belga em calibre 7,62×51mm NATO, desenvolvida e originalmente fabricada pela empresa belga FN Herstal.
Com mais 200.000 unidades entregues até agora e mais de 80 países ao redor do mundo adotando-a, a metralhadora MAG é definitivamente um padrão mundial conhecido sob várias denominações: MAG58, GPMG, L7A1 e M240.
Usado por tropas terrestres, a MAG também pode ser montado em veículos, aeronaves, navios e embarcações.
A sigla se origina do nome da arma em francês: Mitrailleuse d'Appui General - Metralhadora de Apoio Geral.  No Brasil é utilizada no Exército, Marinha e Força Aérea.

## Benefícios
- Capacidade de Suporte de Fogo

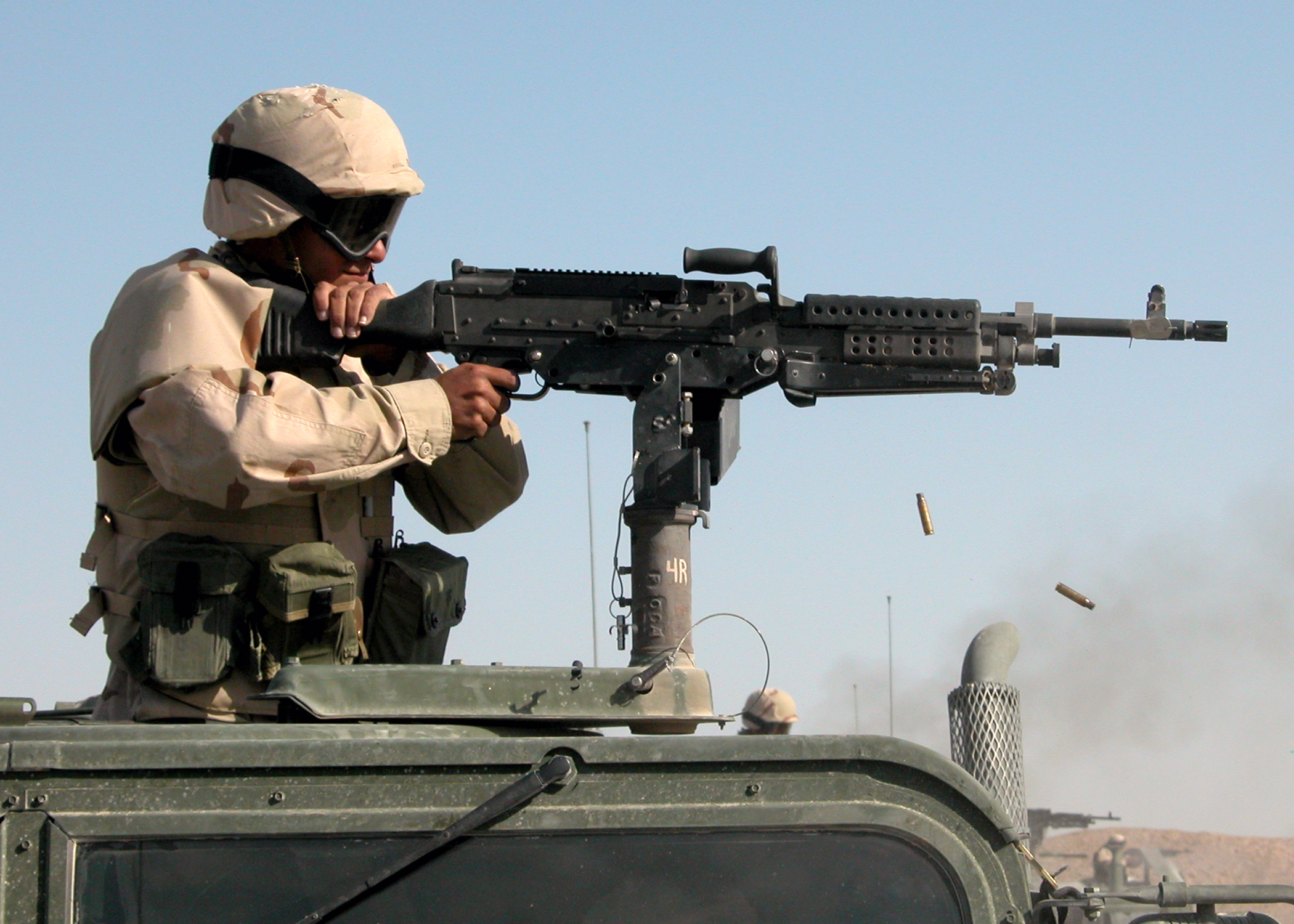
Soldado da Marinha dos EUA operando uma FN MAG no Iraque, em 2004

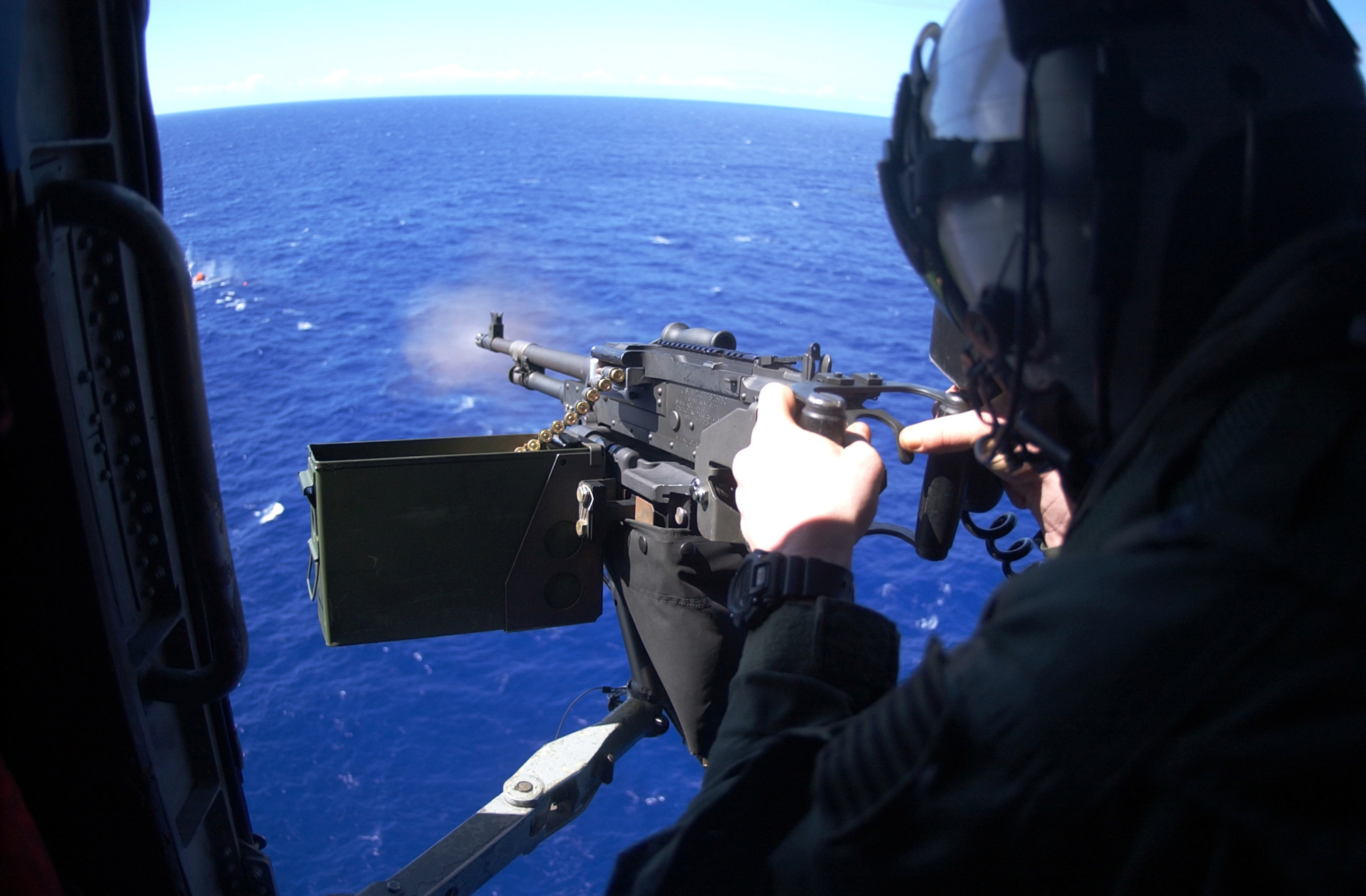
Soldado da Marinha dos EUA operando uma FN MAG no oceano Pacífico, em 2003

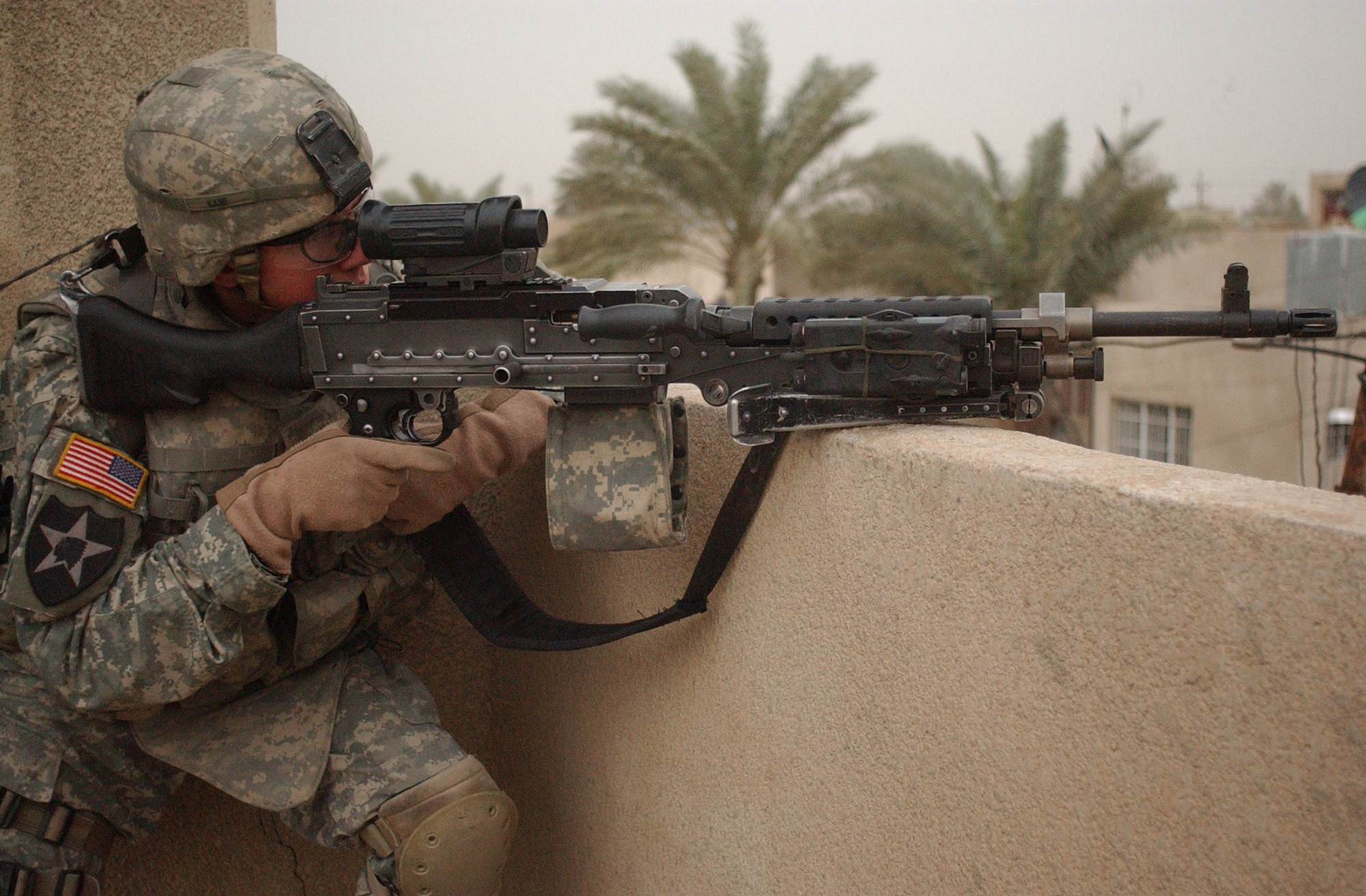
Soldado do Exército dos EUA operando uma FN MAG em Bagdá, em 2007

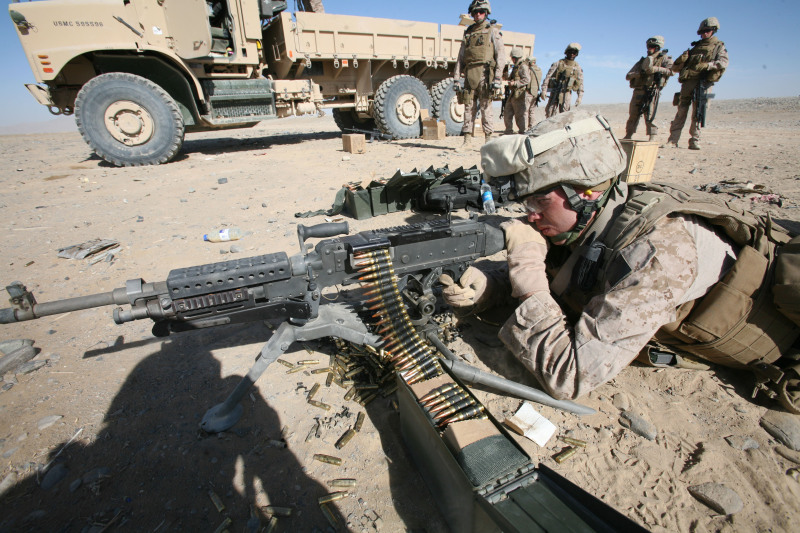
Fuzileiro americano operando uma FN MAG no Afeganistão, em 2008

Cinto de alimentação garante um grande volume de fogo.
A MAG™ está equipada com um cano de troca rápida, o que permite a sua substituição ainda quente possível em menos de 6 segundos.
Além disso, a MAG dispara com culatra aberta, o que elimina qualquer risco de cook-off (disparo involuntario devido ao super aquecimento do cano).
- Capacidade de Grande Alcance

A MAG dispara munição 7,62x51mm NATO, adequadas para aplicações de metralhadoras médias e oferecem um alcance efetivo de até 800 m, quando disparado de um bipé ou até 1.800 m quando disparado a partir de um tripé.
- Confiabilidade e precisão

Ao longo dos anos, a metralhadora MAG provou sua confiabilidade em todas as condições de combate.
Isto é conseguido graças a:
- Um regulador de gás ajustável;
- Extração primária;
- Alimentação em duas etapas;
- Longa vida útil das peças principais;
- A metralhadora MAG fornece também a superioridade no campo de batalha durante as operações defensivas ou ofensivas.

## Países operadores
- África do Sul
- Argentina
- Austrália
- Austria
- Bélgica
- Brasil: Arma de apoio padrão do Exército Brasileiro, conhecida como M971.[5] Utilizada pela Coordenadoria de Recursos Especiais (da Polícia Civil do Rio de Janeiro), pela Polícia Federal[6] e pelo Corpo de Fuzileiros Navais (Mod B60-20).[7]
- Canadá
- Chile
- Colômbia
- Grécia
- Eslovênia
- Estados Unidos
- Estônia
- Filipinas
- Holanda
- Indonésia
- Índia
- Irlanda
- Israel
- Japão
- Lituânia
- Malásia
- Marrocos
- Nova Zelândia
- Nigéria
- Noruega
- Paraguai
- Portugal: Utilizada pelo Exército Português nos tanques Pandur II IFV e Leopard 2A6 e pela Marinha Portuguesa nas fragatas da classe Karel Doorman.[8][9]
- Reino Unido
- Singapura
- Suécia
- Taiwan
- Tailândia
- Uruguai
- Venezuela
- Zimbabue